# Švýcarsko na Letních olympijských hrách 1996
Švýcarsko se účastnilo Letní olympiády 1996. Zastupovalo ho 114 sportovců (71 mužů a 43 žen) v 17 sportech.

## Medailisté
| Medaile | Jméno                                                           | Sport                | Soutěž                                   |
| ------- | --------------------------------------------------------------- | -------------------- | ---------------------------------------- |
| Zlato   | Pascal Richard                                                  | Cyklistika           | Muži silniční závod jednotlivců          |
| Zlato   | Li Donghua                                                      | Sportovní gymnastika | Muži kůň našíř                           |
| Zlato   | Xeno Müller                                                     | Veslování            | Muži skif                                |
| Zlato   | Markus Gier Michael Gier                                        | Veslování            | Muži dvojka bez kormidelníka lehkých vah |
| Stříbro | Thomas Frischknecht                                             | Cyklistika           | Muži cross country                       |
| Stříbro | Daniela Baumer Sabine Eichenberger Gabi Müller Ingrid Haralamow | Kanoistika           | Ženy K-4 500 m                           |
| Stříbro | Willi Melliger                                                  | Jezdectví            | Parkurové skákání - jednotlivci          |